# Cotorra de les Nicobar
La cotorra de les Nicobar (Psittacula caniceps) és una espècie d'ocell de la família dels psitàcids que habita zones boscoses de les illes Nicobar.